# Egira subapicalis
Egira subapicalis är en fjärilsart som beskrevs av Smith 1887. Egira subapicalis ingår i släktet Egira och familjen nattflyn. Inga underarter finns listade i Catalogue of Life.